# 朝倉虎治郎
朝倉 虎治郎（あさくら とらじろう、1871年10月29日〈明治4年9月16日〉 - 1944年〈昭和19年〉5月3日）は、日本の商人（米商）、東京府多額納税者、渋谷区多額納税者、実業家、政治家。東京府会議員、同議長。東洋青物市場顧問。族籍は東京府平民。旧姓は杉浦。

## 経歴
愛知県碧海郡旭村（現・碧南市）に杉浦家の二男として生まれた。小学校を5年で中退した。東京深川木場の材木店で働いた。1897年に朝倉たきの入婿となり、1899年に家督を相続した。精米業を営み、「丸朝商店」と称した。
1904年、養父・徳次郎の後を継いで、渋谷町会議員に推挙された。家業の傍ら自治の仕事に携わった。この間、朝倉米店は「虎治郎商店」と名前を変えた。1915年、東京府会議員に選出され、家業一切から手を引き、家業は実弟の朝倉八郎に任せた。
東京府会郡部会議長、同府会議長、渋谷区会議長等を歴任した。東横乗合自動車、中央酒造、北海道証券交換所各監査役等をつとめた。

## 人物
貴族院多額納税者議員選挙の互選資格を有した。趣味は書画。住所は東京市渋谷区猿楽町。墓所は青山霊園。

## 栄典
- 1923年6月9日 - 紺綬褒章[16]
  - 1922年4月、東京府豊多摩郡渋谷町道路敷地として土地7畝21歩余を寄付する[16]。

## 家族・親族
朝倉家
朝倉家は徳次郎の代に米穀問屋を始めた。

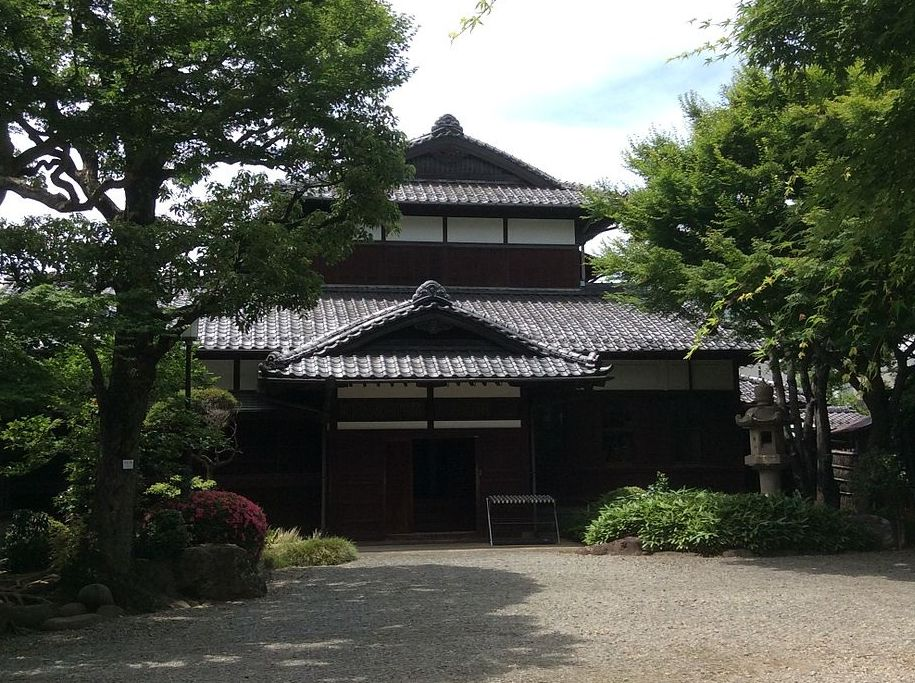
旧朝倉家住宅。

- 養父・徳次郎（1841年 - ?、農民、地主、米屋、政治家・渋谷村会議員[11]、水車業[17]）
- 妻・たき（1872年 - ?、東京、朝倉徳次郎の三女[9]、愛国婦人会渋谷支部幹事[18]）
- 養妹
  - りせ（東京、河内全節の長男全中の妻）[9]
  - すゑ（朝倉八郎の妻）[9]
- 養子・誠一郎（1904年 - ?、愛知、杉浦きやうの孫[9]、朝倉八郎の長男[13]、1908年、伯父・朝倉虎治郎の養子となる[13]、1929年に慶應義塾大学経済学部卒業[19]、朝倉精米所取締役[13]、供託社会計主任[3][19]）
  - 同妻・ヒサ（東京、北海道拓殖銀行取締役・馬島渡の四女）[13][20]
  - 同男・徳道[13]（朝倉不動産代表取締役）
  - 同二男[13]
  - 同長女[13]
- 弟・八郎（1885年 - 1950年、愛知県碧海郡旭村・杉浦太市の八男で、朝倉徳次郎の養子[13]、1908年に家督を相続[13]、趣味は書画、旅行[10]、宗教は日蓮宗[10]、米穀商[10]、東洋青物市場会社員、地主、家主[13]）
  - 同妻・すゑ（1884年 - ?、東京、朝倉虎治郎の養妹）[13]
  - 同男・永三（1909年 - ?、家主[3]、1932年に慶應義塾大学経済学部卒業[19]、東京府米穀商業組合理事人事部長[19]）
  - 同男[13]
  - 同男[13]
  - 同女[13]
  - 同三女[13]

親戚
- 馬島渡（北海道拓殖銀行取締役）[20]